# Фонгомбо
Фонгомбо (фр. Fontgombault) насеље је и општина у централној Француској у региону Центар (регион), у департману Ендр која припада префектури Блан.
По подацима из 2011. године у општини је живело 259 становника, а густина насељености је износила 24,48 становника/km². Општина се простире на површини од 10,58 km². Налази се на средњој надморској висини од 111 метар (максималној 136 m, а минималној 67 m).

## Демографија
| 1962. | 1968. | 1975. | 1982. | 1990. | 1999. | 2011. |
| ----- | ----- | ----- | ----- | ----- | ----- | ----- |
| 315   | 324   | 310   | 267   | 310   | 283   | 259   |

График промене броја становника у току последњих година